# Groupe de NGC 1275
Le groupe de NGC 1275 comprend au moins 48 galaxies situées dans la constellation de Persée. La distance moyenne entre ce groupe et la Voie lactée est d'environ 74,0 Mpc (∼241 millions d'al). Le groupe de NGC 1275 fait partie de l'amas de Persée (Abell 426).

## Membres
Le tableau ci-dessous liste les 54 galaxies dans l'ordre suivi dans l'article de A.M. Garcia paru en 1993. Deux des galaxies de cette liste ne figurent pas sur la base de données NASA/IPAC, mais une consultation de la base de données HyperLeda révèle que deux de celles-ci sont des doublons : PGC 12307 = PGC 12306 et PGC 12487 = PGC 12485. La galaxie PGC 12563 est aussi un doublon qui ne figure pas sur la liste, c'est PGC 12562. Six autres galaxies sont également des doublons selon les sources consultées (NASA, Simbad et HyperLeda), il s'agit des galaxies 12387, 12441, 12541, 12547, 12557, et 12566 du catalogue PGC qui sont respectivement des doublons des doublons des galaxies 12386, 12443, 12537, 12546, 12556 et 12565 du même catalogue. En définitive, le groupe contiendrait 8 galaxies de moins que le nombre indiqué dans l'article de Garcia.
D'autre part, l'appartenance de NGC 1279 à ce groupe est douteuse, car elle est beaucoup plus éloignée de la Voie lactée, soit à 343 millions d'années-lumière comparativement à la distance moyenne du groupe qui est de 241 millions d'années-lumière.
| Nom               | Class.       | Type                  | α (J2000.0)   | δ (J2000.0) | Vitesse radiale (km/s) | m               | Distance (Mpc) | Diamètre (kal) | Note                  |
| ----------------- | ------------ | --------------------- | ------------- | ----------- | ---------------------- | --------------- | -------------- | -------------- | --------------------- |
| IC 288            | S?           | Spirale               | 03h 07m 32.9s | 42° 23′ 15″ | 5059 ± 15              | 14,2            | 72,1 ± 5,1     | 84             |                       |
| NGC 1224          | S0-?         | Lenticulaire          | 03h 11m 13.5s | 41° 21′ 49″ | 5235 ± 10              | 14,0            | 74,7 ± 5,2     | 121            |                       |
| UGC 2617          | SAB(s)d      | Spirale intermédiaire | 03h 16m 00.8s | 40° 53′ 08″ | 4699 ± 2               | 11,83           | 66,9 ± 4,7     | 147            |                       |
| IC 312 (NGC 1265) | E?           | Elliptique            | 03h 18m 08.6s | 41° 45′ 15″ | 4978 ± 13              | 13,4            | 71,1 ± 5,0     | 79             |                       |
| NGC 1267          | E+?          | Elliptique            | 03h 18m 44.9s | 41° 28′ 04″ | 5059 ± 67              | 13,1            | 75,6 ± 5,3     | 96             |                       |
| NGC 1270          | E?           | Elliptique            | 03h 18m 58.1s | 41° 28′ 12″ | 4967 ± 6               | 13,1            | 70,9 ± 5,0     | 139            |                       |
| NGC 1277          | S0/a         | Lenticulaire          | 03h 19m 51.5s | 41° 34′ 25″ | 5021 ± 2               | 13,6            | 71,7 ± 5,0     | 56             |                       |
| NGC 1273          | SA0^0(r)?    | Lenticulaire          | 03h 19m 26.7s | 41° 32′ 26″ | 5369 ± 1               | 13,2            | 76,8 ± 5,4     | 95             |                       |
| UGC 2614          | S0/a         | Lenticulaire          | 03h 15m 17.9s | 42° 41′ 47″ | 5252 ± 48              | 13,8            | 75,1 ± 5,3     | 123            |                       |
| IC 310            | SA(r)0^0^?   | Lenticulaire          | 03h 16m 43.0s | 41° 19′ 30″ | 5650 ± 3               | 12,7            | 80,9 ± 5,7     | 117            |                       |
| NGC 1275          | S0           | Lenticulaire          | 03h 19m 48.0s | 41° 30′ 42″ | 5264 ± 11              | 11,9            | 75,3 ± 5,3     | 229            |                       |
| UGC 2610          | Sb           | Spirale               | 03h 14m 57.9s | 39° 20′ 56″ | 5085 ± 4               | 14,9            | 72,5 ± 5,1     | 72             |                       |
| IC 294            | (R)SB(rs)a   | Spirale barrée        | 03h 11m 03.0s | 40° 37′ 20″ | 5015 ± 94              | 13,9            | 71,5 ± 5,2     | 159            |                       |
| CGCG 540-59       | Sa           | Spirale               | 03h 13m 28.7s | 41° 04′ 31″ | 5502 ± 34              | 14,2            | 78,8 ± 5,5     | 93             | PGC 12004             |
| CGCG 540-62       | E/S0         | Lenticulaire          | 03h 14m 08.5s | 42° 44′ 57″ | 5476 ± 15              | 13,9            | 75,4 ± 5,3     | 94             | PGC 12039             |
| PGC 12103         | E            | Elliptique            | 03h 15m 30.1s | 41° 15′ 05″ | 5435 ± 0               | 15,23           | 77,7 ± 5,4     | 79             |                       |
| UGC 2618          | Sab          | Spirale               | 03h 16m 01.0s | 42° 04′ 28″ | 5354 ± 2               | 14,1            | 76,6 ± 5,4     | 104            |                       |
| CGCG 540-74       | E            | Elliptique            | 03h 16m 27.5s | 41° 37′ 37″ | 4969 ± 1               | 14,1            | 70,9 ± 5,0     | 63             | PGC 12160             |
| PGC 12206         | S0?          | Lenticulaire          | 03h 17m 13.6s | 41° 26′ 08″ | 4989 ± 1               | 12,112 ± 0,082a | 71,2 ± 5,0     | 71             |                       |
| CGCG 540-82       | SB?          | Spirale barrée        | 03h 17m 43.2s | 42° 23′ 06″ | 4816 ± 2               | 14,7            | 68,7 ± 4,8     | 86             | PGC 12243             |
| PGC 12266         | SB0          | Lenticulaire          | 03h 17m 57.6s | 41° 29′ 50″ | 4924 ± 2               | 12,005 ± 0,059a | 70,3 ± 4,9     | 64             | Note 1                |
| UGC 2646          | S0?          | Lenticulaire          | 03h 18m 11.4s | 40° 21′ 06″ | 5329 ± 2               | 15,5            | 76,2 ± 5,3a    | 90             |                       |
| PGC 12290         | E?           | Elliptique            | 03h 18m 18.0s | 41° 40′ 31″ | 8623 ± 4               | 12,226 ± 0,068  | 124,8 ± 8,7    | 83             | Note 2                |
| PGC 12294         | S            | Spirale               | 03h 18m 20.9s | 41° 27′ 49″ | 4935 ± 0               | 9,142 ± 0,006a  | 70,4 ± 4,9     | 107            |                       |
| PGC 12306         | E?           | Elliptique            | 03h 18m 31.7s | 41° 16′ 26″ | 5525 ± 2               | 11,787 ± 0,055a | 79,1 ± 5,5     | 66             |                       |
| PGC 12307         |              |                       |               |             |                        |                 |                |                | Doublon de PGC 12307  |
| PGC 12371         | S0           | Lenticulaire          | 03h 19m 12.0s | 41° 05′ 21″ | 5109 ± 9               | 10,921 ± 0,044a | 73,0 ± 5,1     | 132            |                       |
| PGC 12386         | S0?          | Lenticulaire          | 03h 19m 12.0s | 41° 25′ 46″ | 5427 ± 1               | 11,157 ± 0,035a | 77,7 ± 5,4     | 79             |                       |
| PGC 12387         |              |                       |               |             |                        |                 |                |                | Doublon de PGC 12386  |
| PGC 12414         | ?            | ?                     | 03h 19m 41.9s | 41° 29′ 58″ | 5041 ± 2               | 12,184 ± 0,009a | 72,0 ± 5,0     | ?              |                       |
| PGC 12428         | S/S0?        | ?                     | 03h 19m 44.5s | 41° 16′ 41″ | 5503 ± 2               | 15,3 ± 0,40     | 78,8 ± 5,5     | 20             |                       |
| PGC 12387         |              |                       |               |             |                        |                 |                |                | Doublon de PGC 12443  |
| PGC 12443         | E            | Elliptique            | 03h 19m 55.5s | 41° 31′ 23″ | 5315 ± 0               | 10,797 ± 0,008  | 76,1 ± 5,3     | ?              |                       |
| NGC 1279          | S/SO?        | Lenticulaire          | 03h 19m 59.1s | 41° 28′ 46″ | 7285 ± 0               | 15,0            | 105,1 ± 7,4    | 122            | Appartenance douteuse |
| VZW 339           | E            | Elliptique            | 03h 20m 00.9s | 41° 33′ 14″ | 5273 ± 2               | 11,464 ± 0,032a | 75,4 ± 5,3     | 46             | PGC 12451             |
| PGC 12485         | E            | Elliptique            | 03h 20m 17.4s | 41° 20′ 56″ | 5156 ± 2               | 12,295 ± 0,064a | 73,7 ± 5,2     | 41             |                       |
| PGC 12487         |              |                       |               |             |                        |                 |                |                | Doublon de PGC 12485  |
| PGC 12506         | E            | Elliptique            | 03h 20m 28.6s | 41° 29′ 20″ | 5433 ± 2               | 11,717 ± 0,037a | 77,8 ± 5,5     | 65             |                       |
| PGC 12513         | E?           | Elliptique            | 03h 20m 32.0s | 41° 45′ 31″ | 5064 ± 2               | 12,056 ± 0,059a | 72,4 ± 5,1     | 57             |                       |
| PGC 12537         | S0           | Lenticulaire          | 03h 20m 46.0s | 41° 44′ 06″ | 5348 ± 2               | 12,130 ± 0,060a | 76,5 ± 5,4     | 59             |                       |
| PGC 12541         |              |                       |               |             |                        |                 |                |                | Doublon de PGC 12537  |
| PGC 12545         | ?            | ?                     | 03h 20m 49.5s | 41° 22′ 17″ | 5111 ± ?               | ?               | 72,0 ± ?       | ?              | Note 3                |
| PGC 12546         | E?           | Elliptique            | 03h 20m 50.7s | 41° 36′ 02″ | 5288 ± 2               | 10,767 ± 0,029a | 75,7 ± 5,3     | 77             |                       |
| PGC 12547         |              |                       |               |             |                        |                 |                |                | Doublon de PGC 12546  |
| PGC 12556         | S(B?)        | Spirale barrée?       | 03h 20m 57.8s | 41° 30′ 23″ | 4995 ± 3               | 10,943 ± 0,025a | 71,3 ± 5,0     | 60             |                       |
| PGC 12557         |              |                       |               |             |                        |                 |                |                | Doublon de PGC 12556  |
| PGC 12563         | E?           | Elliptique            | 03h 21m 00.4s | 41° 33′ 45″ | 4706 ± 2               | 11,040 ± 0,026a | 67,1 ± 4,7     | 63             | PGC 12562             |
| PGC 12565         | E?           | Elliptique            | 03h 21m 02.2s | 41° 24′ 34″ | 5011 ± 2               | 11,299 ± 0,046a | 71,6 ± 5,0     | 75             |                       |
| PGC 12566         |              |                       |               |             |                        |                 |                |                | Doublon de PGC 12565  |
| CGCG 540-114      | Sa           | Spirale               | 03h 21m 32.8s | 41° 24′ 37″ | 5334 ± 1               | 13,75 ± 0,02    | 76,3 ± 5,4     | 82             | PGC 12593             |
| UGC 2696          | Scd          | Spirale               | 03h 22m 05.1s | 42° 10′ 19″ | 5453 ± 94              | 15,0            | 78,1 ± 5,6     | 102            |                       |
| MCG 7-7-78        | Lenticulaire | 03h 22m 11.6s         | 40° 43′ 37″   | 4763 ± 2    | 14,20                  | 67,9 ± 4,8      | 61             | PGC 12627      |                       |
| PGC 12641         | S0/E         | Lenticulaire          | 03h 22m 24.4s | 41° 28′ 47″ | 5534 ± 0               | 10,834 ± 0,029a | 79,3 ± 5,6     | 91             |                       |
| UGC 2708          | S0           | Lenticulaire          | 03h 23m 48.8s | 40° 33′ 28″ | 5331 ± 2               | 14,5            | 76,3 ± 5,4     | 119            |                       |

- aDans le proche infrarouge.
- Note 1 : Galaxie répertoriée sous la désignation 2MASX J03175762+4129496 dans la base de données NASA/IPAC.
- Note 2 : Ces galaxies sont beaucoup plus loin que les autres membres du groupe. Les distances de celles-ci étaient probablement erronées au moment de la publication de Garcia.
- Note 3 : Galaxie absente de la base de données NASA/IPAC.

Le site DeepskyLog permet de trouver aisément les constellations des galaxies mentionnées dans ce tableau ou si elles ne s'y trouvent pas, l'outil du site constellation permet de le faire à l'aide des coordonnées de la galaxie. Sauf indication contraire, les données proviennent du site NASA/IPAC. 